# Adli Mansur

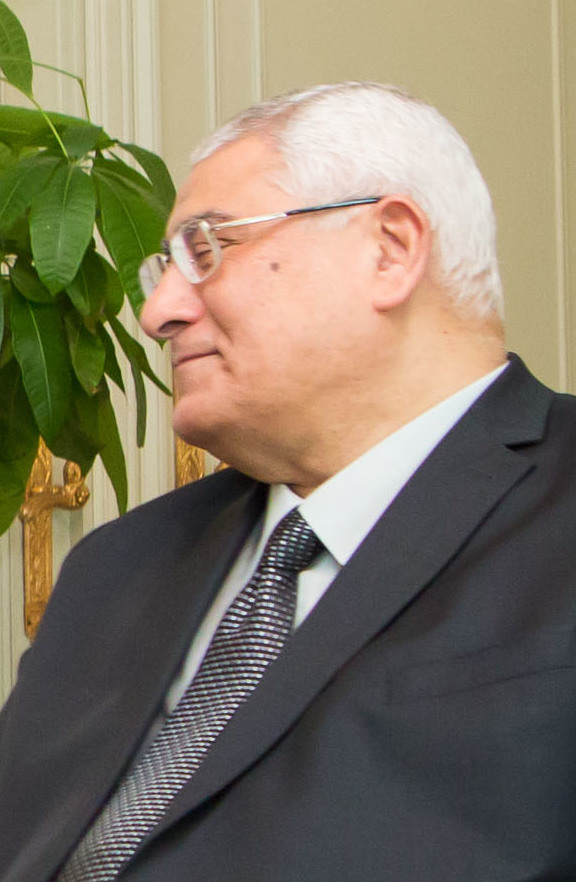
Adli Mansur

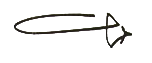
Unterschrift von Adli Mansur

Adli Mahmud Mansur (arabisch عدلي محمود منصور, DMG ʿAdlī Maḥmūd Manṣūr, in den Medien auch unter der englischen Transkription Adly Mansour, * 23. Dezember 1945 in Kairo, Königreich Ägypten) war von 2013 bis 2016 Vorsitzender des Obersten Verfassungsgerichts der Arabischen Republik Ägypten. Ab 1992 war er stellvertretender Vorsitzender des Gerichts.
Nach dem Militärputsch von 2013 gegen den gewählten Präsidenten Mohammed Mursi war er bis zum 7. Juni 2014 der Übergangspräsident des Landes.

## Leben
Nach der Beendigung seines Jura-Studiums an der Universität Kairo im Jahr 1967 arbeitete er beim ägyptischen Staatsrat, dem Verwaltungsgericht des Landes. Anschließend wurde er zum Richter am Obersten Verfassungsgericht ernannt. 1977 graduierte er an der École nationale d’administration in Frankreich.
Zurückgekehrt nach Ägypten, arbeitete Mansur viele Jahre unter Präsident Husni Mubarak beim ägyptischen Staatsrat. Er war lange Jahre an staatlich geförderten religiösen Gerichten tätig, um nach muslimischen Normen Recht zu sprechen. Unter anderem arbeitete er zwischen 1983 und 1990 als juristischer Berater für Saudi-Arabien. Im Jahr 1992 wurde er von Mubarak zum Richter am Obersten Verfassungsgericht, später zum stellvertretenden Vorsitzenden ernannt.
Nach der Absetzung Mubaraks wirkte Adli Mansur an der Ausarbeitung des Wahlgesetzes für die ägyptischen Präsidentschaftswahlen 2012 mit. Am 1. Juli 2013 wurde Mansur von Präsident Mohammed Mursi zum Vorsitzenden des Obersten Verfassungsgerichts von Ägypten ernannt.
Nach Massenprotesten gegen eine schleichende Islamisierung Ägyptens und die Verschlechterung der Wirtschaftslage und dem darauf folgenden Militärputsch gegen den Präsidenten Mohammed Mursi wurde Mansur durch den Oberbefehlshaber des Militärs Abd al-Fattah as-Sisi – in Absprache des Militärs mit Persönlichkeiten des ägyptischen öffentlichen Lebens, darunter Ahmed el-Tayeb, Mohammed el-Baradei und dem koptischen Papst Tawadros II. – als Interimspräsident eingesetzt. Am 8. Juni 2014 wurde der bisherige Oberbefehlshaber Abd al-Fattah as-Sisi neuer Staatspräsident. Mansur wurde im Juni 2016 pensioniert.

## Familie
Adli Mahmud Mansur ist verheiratet, hat zwei Söhne und eine Tochter. Er ist sunnitischer Moslem.